# Кравчук Ірина Вікторівна
Кравчук Ірина Вікторівна, творчий псевдонім Ярина Мавка (нар. 18 вересня 1980, Луцьк) — українська поетеса, доктор наук з державного управління (2016). Член Національної спілки письменників України (2008). Співзасновник Української асоціації оцінювання, громадський діяч.

## Біографія
Кравчук Ірина Вікторівна народилася 18 вересня 1980 року в місті Луцьку у сім'ї Віктора Оксентійовича та Валентини Теофілівни Кравчуків.
Навчалася у Луцькій середній школі № 17, яку закінчила на відмінно в 1997 році.
У 2002 році закінчила з відзнакою факультет міжнародного права інститут міжнародних відносин Київського національного університету імені Тараса Шевченка. Отримала диплом магістра міжнародного права та перекладача з англійської мови.
З 2001 по 2005 роки працювала провідним спеціалістом, головним спеціалістом за сумісництвом, в. о. директора, начальником управління Центру європейського та порівняльного права при Міністерстві юстиції України (раніше — Центр порівняльного права).
Упродовж 2002–2005 років навчалася в аспірантурі на кафедрі європейської інтеграції НАДУ.
У 2006 році в Національній академії державного управління при Президентові України захистила дисертацію на здобуття наукового ступеня кандидата наук з державного управління.
З 2006 по 2008 роки — старший викладач, доцент кафедри європейської інтеграції НАДУ (у 2007 році в. о. заступника завідувача кафедри).
У 2007–2009 роках працювала керівником та заступником керівника Служби віце-прем'єр-міністра України.
З 2009 по 2012 роки навчалася в докторантурі на кафедрі державної політики та управління політичними процесами НАДУ.
У 2010–2011 роках у рамках Програми реформування місцевого самоврядування та державного управління (Інститут відкритого суспільства, Будапешт) проходила стажування в Польщі та Словаччині, де вивчала досвід створення систем оцінювання у сфері структурних фондів ЄС, оцінювання державних програм.
Вона — член Міжнародної мережі «Оцінка програм» (IPEN), Європейської асоціації оцінювання, Американської асоціації оцінювання, Британської асоціації оцінювання, Міжнародної асоціації оцінки розвитку. Учасниця багатьох міжнародних проектів, закордонних стажувань, тренінгів, навчальних візитів у сфері європейської інтеграції, державного управління, оцінювання політики і програм. Співзасновник Української асоціації оцінювання.
Одружена. Має трьох дітей.

## Літературна творчість
Ірина Кравчук. — автор поетичних книг:
- Моє крайнебо. Поезії. — Луцьк; Надстир'я, 1999. — ISBN 966-517-1586-6.
- Жива карта. Поезії. — Луцьк; Волинська обласна друкарня, 2002. — ISBN 966-8064-11-9.
- Зоряна віхола. Поезії. — Луцьк; Волинська обласна друкарня, 2006. — ISBN 966-361-130-8.
- Світ на долоні. Поезії. — Луцьк; Надстир'я, 2012. — ISBN 978-966-517-726-5.

Художні книги Ірини Кравчук

Моє крайнебо
Жива карта
Зоряна віхола
Світ на долоні

Вірші Ярини Мавки увійшли до збірки «Материнська молитва. Українки – героям Майдану» // «Наш Формат», Київ, 2014 
Публікації в ЗМІ
- Моє крайнебо // Віче. — 20 березня. — 1997. — С. 19.
- «Я — світ, що танцює» // Віче. — 30 травня. — 2013. — С. 9.
- Твори Ярини Мавки.

## Наукова діяльність
Література
- Шевчук С. В., Кравчук І. В. Ніццький договір та розширення ЄС. — К.: Логос, 2001. — 196 с.
- Кравчук І. В., Парапан М. В. Гармонізація національних правових систем з правом ЄС. — К.: Вид. Дім «Слово», 2004. — 319 с. ISBN 966-8407-44-Х.
- Кравчук І. В. Механізми державного управління процесом адаптації національного права до права ЄС: порівняльний аналіз. Дисертація. 2006.
- Кравчук І. В. Оцінювання діяльності публічної адміністрації / І. Кравчук  // Публічна адміністрація в Україні: становлення та розвиток: монографія / за заг. ред. А. В. Толстоухова, Н. Р. Нижник, Н. Т. Гончарук. — Д.: Монолит, 2010. — С. 187–200.
- Кравчук І. В. Оцінювання державної політики в Україні. Монографія — К.:К.І.С., 2013 — 272 с. — ISBN 978-617-684-019-0.

Наукові праці Ірини КРАВЧУК

Кравчук І. В., Парапан М. В. Гармонізація національних правових систем з правом ЄС
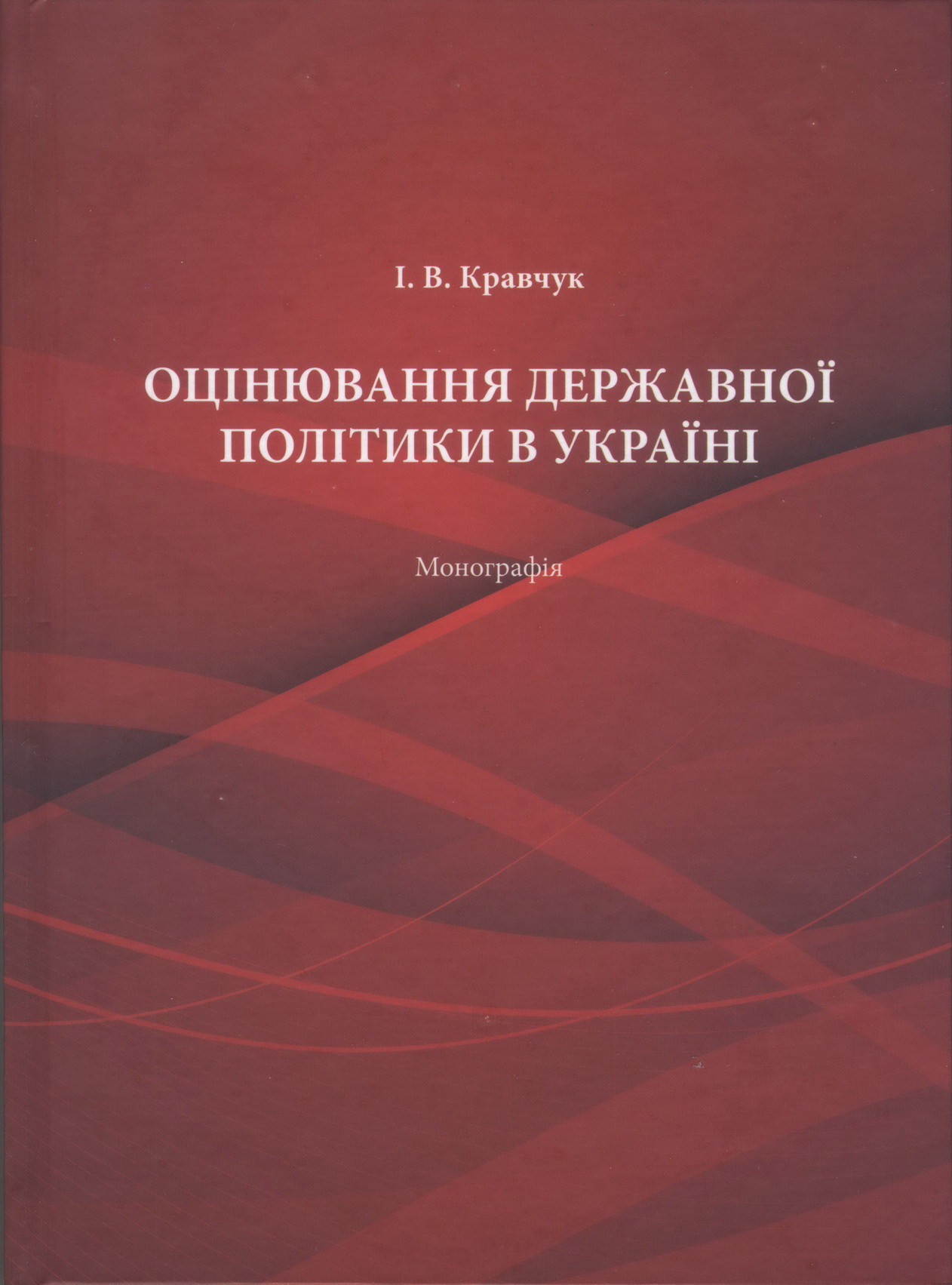
Кравчук І. В. Оцінювання державної політики в Україні

Статті
І. В. Кравчук є автором майже 50 наукових праць. Серед них:
- Управління процесом гармонізації національного права з правом Європейського Союзу у державах-кандидатах у члени ЄС // Ефективність державного управління в контексті глобалізації та євроінтеграції: Матеріали наук.-практ. конф. 29 трав. 2003 р., Київ: У 2 т. — К.: Вид-во НАДУ, 2003. — Т. 1. — С. 163–164.
- Адаптація законодавства України до законодавства Європейського Союзу: Тематична доповідь /І. В. Кравчук та ін. // Послання Президента України до Верховної Ради України «Про внутрішнє та зовнішнє становище України в 2002». — K.: Інформ.-видавн. Центр Держкомстату України, 2003. — С. 168–180.
- Управління процесом гармонізації права Угорщини з правом ЄС // Зб. наук. пр. НАДУ. — К.: Вид-во НАДУ, 2004. — Вип. 2 — С. 456–466.
- Управління процесом гармонізації польського права з правом ЄС: досвід для України // Вісн. НАДУ. — 2004. — № 2. — С. 417–424.
- More than Neighbours. The Enlarged European Union and Ukraine — New Relations. Final Report. /І. В. Кравчук та ін. — Варшава, 2004. — 119 с.
- Інституційний механізм адаптації права України до права ЄС // Актуальні теоретико-методологічні та організаційно-практичні проблеми державного управління: Матеріали наук.-практ. конф., 28 трав. 2004 р., Київ: У 2 т. — К.: Вид-во НАДУ, 2004. — Т. 1. — С. 169–170.
- Інституційний механізм державного управління гармонізацією національного права з правом ЄС у Прибалтійських державах // Вісн. НАДУ. — 2005. — № 2. — С. 325–332.
- Роль міжнародних та національних професійних асоціацій у поширенні оцінювання політики і програм //  Вісн. НАДУ – 2012. - № 2 - с.  246-253
- Управління процесом гармонізації права Словацької Республіки з правом ЄС // Вісн. НАДУ. — 2005. — № 1. — С. 352–359.
- Kravchuk І. Evaluation Capacities Development in Slovak republic and Poland: Lessons for Ukraine [Електронний ресурс] // Public Admininistration of the Future // Presented Papers from the 19th NISPAcee Annual Conference, May 12-22, 2011, Varna, Bulgaria — 1 електрон. опт. диск  (CD-ROM); 12 см. — Систем. вимоги: Pentium; 32 Mb RAM; Windows 95, 98, 2000, XP; MS Word 97-2000.
- Kravchuk І. Integrating Evaluation into Strategic Governance: Polish Experience for Ukraine Public Administration East and West: Twenty Years of Development [Електронний ресурс] // Presented Papers from the 19th NISPAcee Annual Conference, May 23-26, 2012, Ohrid, Republic of Macedonia. — 1 електрон. опт. диск  (CD-ROM); 12 см.. — Систем. вимоги: Pentium; 32 Mb RAM; Windows 95, 98, 2000, XP; MS Word 97-2000.